# Vittoria alata (film)
Vittoria alata (Winged Victory) è un film del 1944 diretto da George Cukor, tratto dal dramma omonimo di Moss Hart. Un anomalo film di guerra per il "regista delle donne", che racconta la storia di tre reclute che diventano aviatori (uno dei tre morirà in volo di addestramento).